# Got the Life
"Got the Life" je pjesma i singl nu metal sastava Korn s njihova trećeg albuma Follow the Leader. Singl i glazbeni video snimljen za njega su dosegli veliku popularnost na MTV-u.